# Cacicus microrhynchus
El cacique lomiescarlata (Cacicus microrhynchus) es una especie de ave paseriforme de la familia Icteridae propia de América Central y la costa noroeste de Sudamérica. 

## Taxonomía
Anteriormente se clasificaba dentro de la es especie Cacicus uropygialis. Se reconocen dos subespecies:
- C. m. microrhynchus, se encuentra de Honduras hasta Panamá;
- C. m. Pacificus, se extiende desde el Darién y las costas de Colombia y el norte de Ecuador.